# キダチハナカンザシ属
キダチハナカンザシ属（キダチハナカンザシぞく、学名: Pavetta）は、アカネ科の属の一つである。アフリカ、アジア、オセアニアに分布するが、日本には島嶼部含め一切見られない。主な特徴は葉に細菌瘤が見られる点や、花が基本的には白色で4数花、めしべの本体部分である花柱が長く突き出るという点である。同じ科のサンタンカ属（Ixora）とは似ているが、柱頭の形態で判別することが可能である。
20世紀前半にオランダ出身のコルネリス・エリザ・ベルトゥス・ブレメカンプによる体系的な研究が行われ、それ以降も地域ごとに分類の見直しが行われている。

## 属名

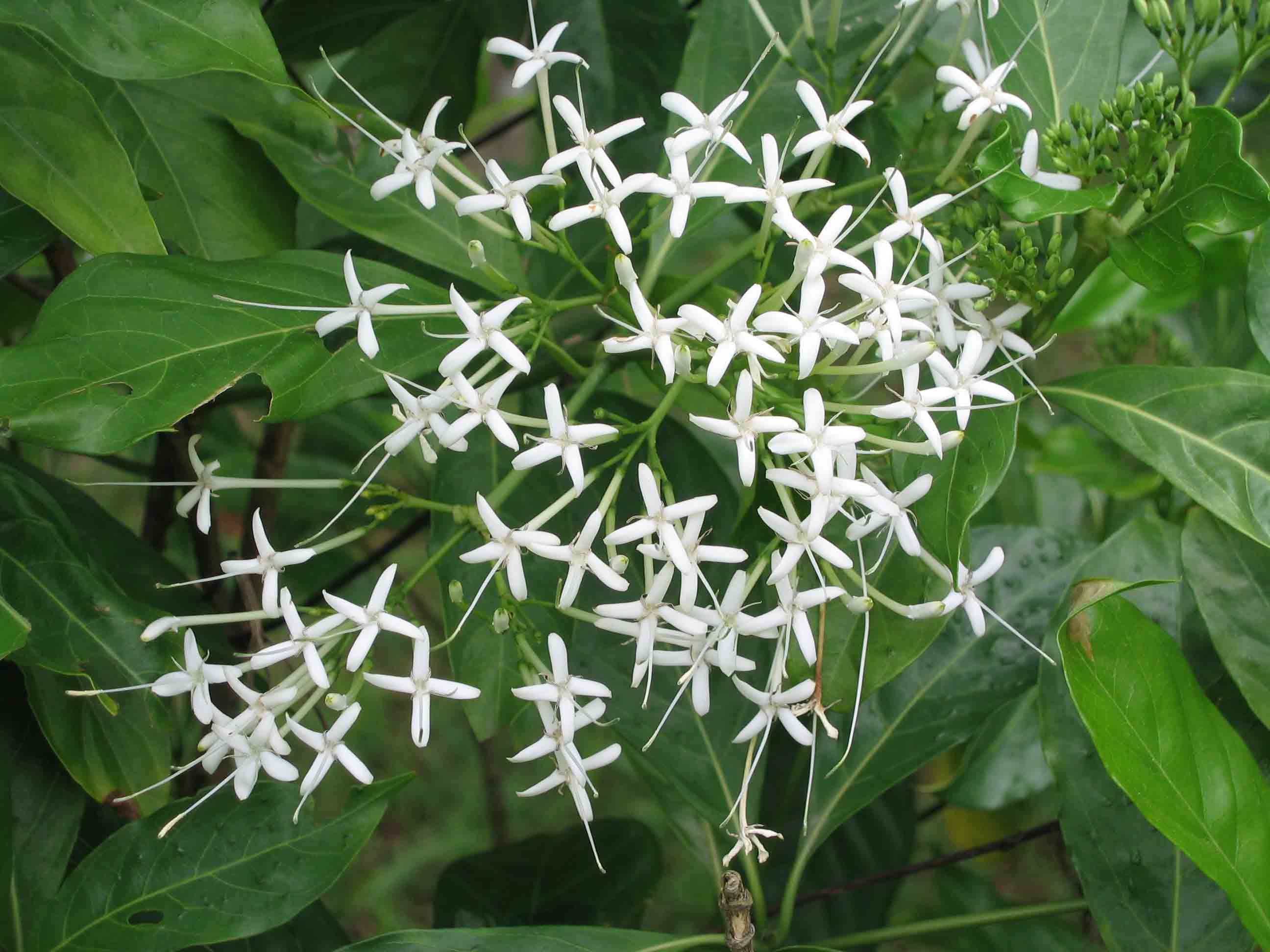
キダチハナカンザシ (Pavetta hongkongensis)

ラテン語の属名 Pavetta はスリランカの現地語であるシンハラ語の පාවට්ටා (pāwaṭṭā) か南インドの現地語の一つであるマラヤーラム語の പാവട്ട (pāvaṭṭa) に由来する。
和名キダチハナカンザシ属は1927年には用例が見られる。「キダチハナカンザシ」は、当初は中国の海南島に本属のタイプ種である Pavetta indica L. が分布すると考えられ、これを指す和名であった。しかしこれは後に誤同定であったとされ、海南島産のものは実際には Pavetta hongkongensis Bremek. とされた。従って現在キダチハナカンザシは P. hongkongensis の和名ということになる。P. indica に関しては1969年に「コブハテマリ」という和名があてられた例がある。

## 分布
大陸アフリカ（北はマリ、チャド、スーダン、エリトリア、西はセネガンビアやギニアビサウ、東はソマリア、南は南アフリカ共和国旧ケープ州にかけて）、アラビア半島、中国、熱帯アジア、オーストラリア、太平洋地域南西部（ニューカレドニア、バヌアツ）にわたって分布する。

## 生態
アカネ科の開花パターンには、一つの花序についている全ての花が同時に咲くものと、一つの花序内で連続して開花するものとが存在するが、キダチハナカンザシ属は前者にあたる。

## 特徴

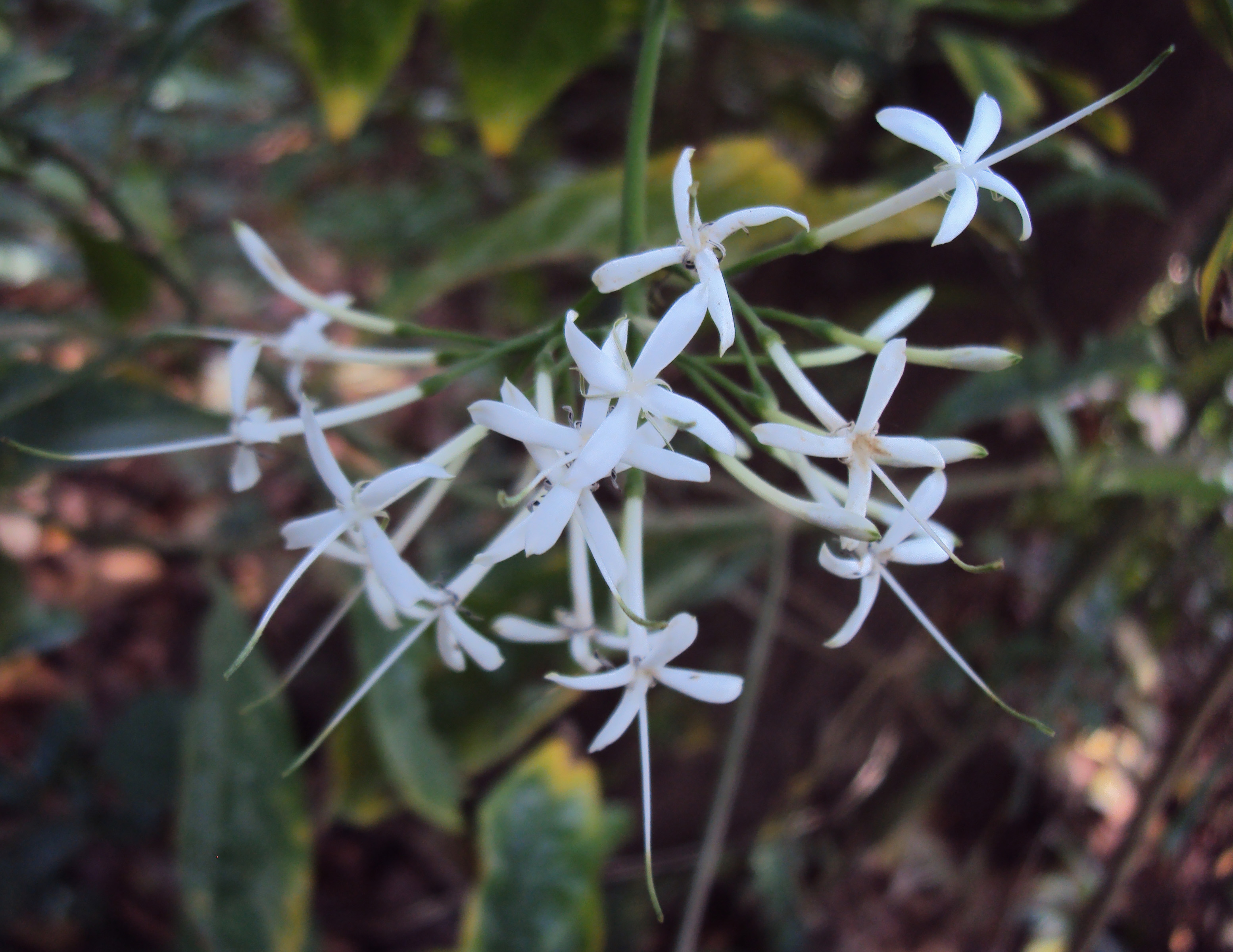
コブハテマリの花。

以下は特に断りがない限り Rout & Deb (1999:62–63) によるキダチハナカンザシ属全体の形態的特徴である。
低木あるいは小高木で、まれに小低木や草本。
葉は十字対生（まれに3出、刺なしの1種のみ）、有柄か無柄; 葉身はふつう細菌瘤があり、まれにダニ室が二次（まれに三次）脈腋が下部表面上に見られる; 細菌瘤はふつう円形、まれに楕円形、偏長形、線形あるいは枝分かれする; ダニ室は房型、袋型、穴型が存在; 外部被物は単細胞か多細胞、真っすぐか曲がり、平滑（まれに穴付き）な外壁がある; 托葉はへりが3角形から切形、基部あるいは全長が cannate、短い/長い芒（）つきで、その中に粘液毛や毛がある; 粘液毛は樹状、羽毛様あるいはハケ様; 毛状突起は粘液毛と混在し、銀白色、まれに褐色、多細胞、節状あるいは円筒形。
花序は主枝と側枝上に頂生、まれに腋生、無柄からほぼ無柄あるいは有柄で3叉となった緩い/密な散房花序、まれにほぼ頭状の集散花序; 苞は合着し托葉様、膜状; 小苞はふつう小さく、合着せず、時に不在。花は少数から多数（まれに1つのみ）、両性花、小花柄つきかほぼ無柄から無柄、4数花。花托筒は球形からほぼ球形か倒卵状。萼筒は円筒形、上部が広めか鐘状、短く/長く、宿存性か脱落性; 萼歯は短く/長く、歯状、3角形、卵形、倒卵形、ほぼ方形、披針形あるいは錐状、まれに不在。花冠は白色から乳白色あるいは帯緑白色、まれに赤色（アンゴラやコンゴ民主共和国産の Pavetta canescens DC.）; 花冠筒は円筒形、喉がわずかに広い; 喉は無毛か軟毛つき、まれにひげ様; 花冠裂片は楕円形、披針形、偏長形、倒卵形あるいは卵形、蕾の際は左巻きに回旋する; 内部被物は単細胞、平たいリボン様で表面に穴があく。以下、花冠の外側表面の細かい特徴: 表皮細胞は細長く、よりきめ細かくなる縦方向のクチクラの筋が複数存在; 花冠裂片の内側表面; 表皮細胞は峰つきか不規則にひだがつき、皺（）がちで、筋つきか平滑なクチクラの表層を持つ。雄蕊（）は花冠筒の口に接し、突出して広がるか成熟した花では反り返る; 花糸は短い; 葯は基部の上方に背面で固定され、線形、多かれ少なかれ花冠裂片と長さが等しく、2裂、先端が鋭先形、基部が鏃状、縦方向に裂開し、乾燥時にねじれる（ただしDizygoon亜属は除く）; 花粉は中規模、長形、ほぼ長形、長-ほぼ球状あるいはほぼ球状、3-帯溝孔もしくは 3-zonocolpororate。子房は2室; 胎座は中軸胎座、肉質、隔壁の上部から下垂; 胚珠は単生（まれに双生？）、胎座同様に（部分的に）杯に浸る; 花盤は環状、肉質; 花柱は長く突出し、±花冠筒の2倍の長さで、細く、下部が無毛かほぼ無毛、時に突出部が（細）軟毛つきで、上部は花粉 receptacle として機能し厚棍棒状、8肋、細軟毛つき; 柱頭の表面は花柱の2歯（まれに2つの独立した裂片）の先端に限られる。
果実は核果で黒色、光沢があり、まれに白色か有色、球状かほぼ球状から双生（2裂）、まれに肉質; 紙質の小堅果1（-2）個を含む; 種子は2個か1個（発育不全の場合）、隔壁の上部に接し、半球状で、広円形から半円形の窪みが腹面（平坦な面）の中央にある; 種皮は外種皮で室は6角状、まれに5角状や4角状で、真っすぐな壁がある; クチクラの表面は筋つき、粒状、筋-粒状、小隆起つき、小隆起-pusticulate、小隆起-溝つき、筋-網状、網-穴つきか pusticulate; 内胚乳は全縁で角質; 胚芽は小さく背生; 幼根はまっすぐか曲がり、下生; 子葉は2枚、±等しい; 幼芽は細かく、子葉の内側に閉じられる。

### 葉について
キダチハナカンザシ属の葉には基本的に細菌瘤が見られる。細菌は葉の気孔から侵入し、孔はクチクラにより塞がれる。瘤は1-3層の柔組織細胞で完全に包まれ、柔組織細胞は周りにある通常の葉肉細胞から瘤を厚い一次壁で隔て、葉緑体とデンプンを含む。これらの繊維の細胞間の空間を棹状の細菌が満たし、Zimmermann (1902) が観察したコブハテマリ（P. indica）の細菌は大型で、長さ3-4マイクロメートルであった。植物と共生する菌が何を行っているのかについては、Von Faber により1912年および1914年にキダチハナカンザシ属4種の細菌が窒素固定を行う能力があるという報告が行われている。このような細菌瘤は同じアカネ科ではボチョウジ属（Psychotria）やSericanthe属にも見られる。20世紀前半に全世界のキダチハナカンザシ属の体系的な見直しを行ったコルネリス・エリザ・ベルトゥス・ブレメカンプは、この細菌瘤が属より下位の節や列（英: series） といった分類、時には種レベルの区別を行う上で有用になると目していたが、ラメシュ・チャンドラ・ロウト（Ramesh Chandra Rout）とデベンドロ・ビジョイ・デブ（Debendra Bijoy Deb）は同種、もっと言えば同一の標本の同一の葉においてさえ瘤の形が多様であるということから、少なくともインドやその周辺地域産のキダチハナカンザシ属の種を分類する上では細菌瘤は全く役に立たないと述べている。
また葉の下部表面の二次脈腋には、入り口に毛の縁取りがあるダニ室も見られ、そこは時にダニなどの小動物にとっての隠れ家となっている。

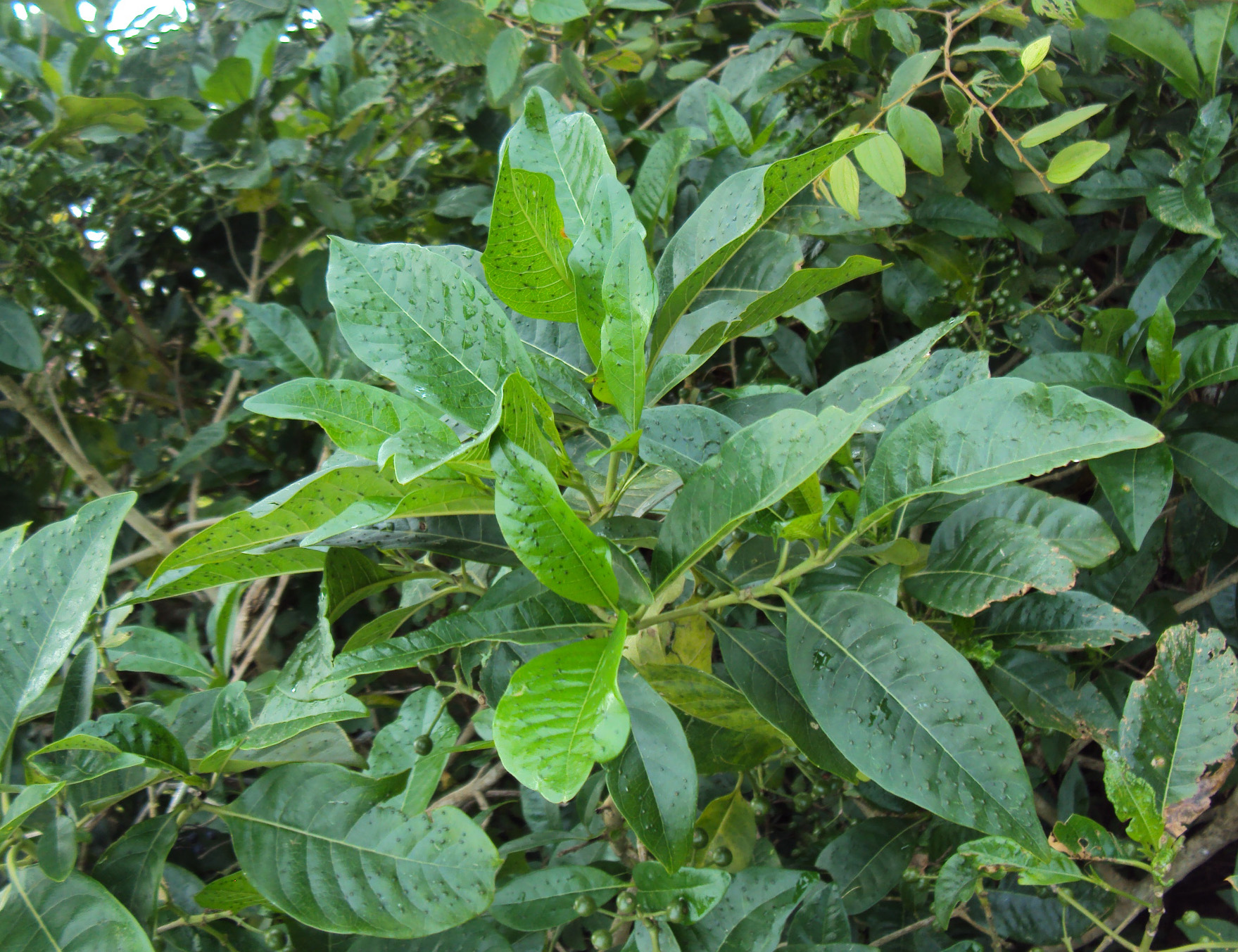
コブハテマリの葉。細菌瘤が認められる。

### 他属との違い

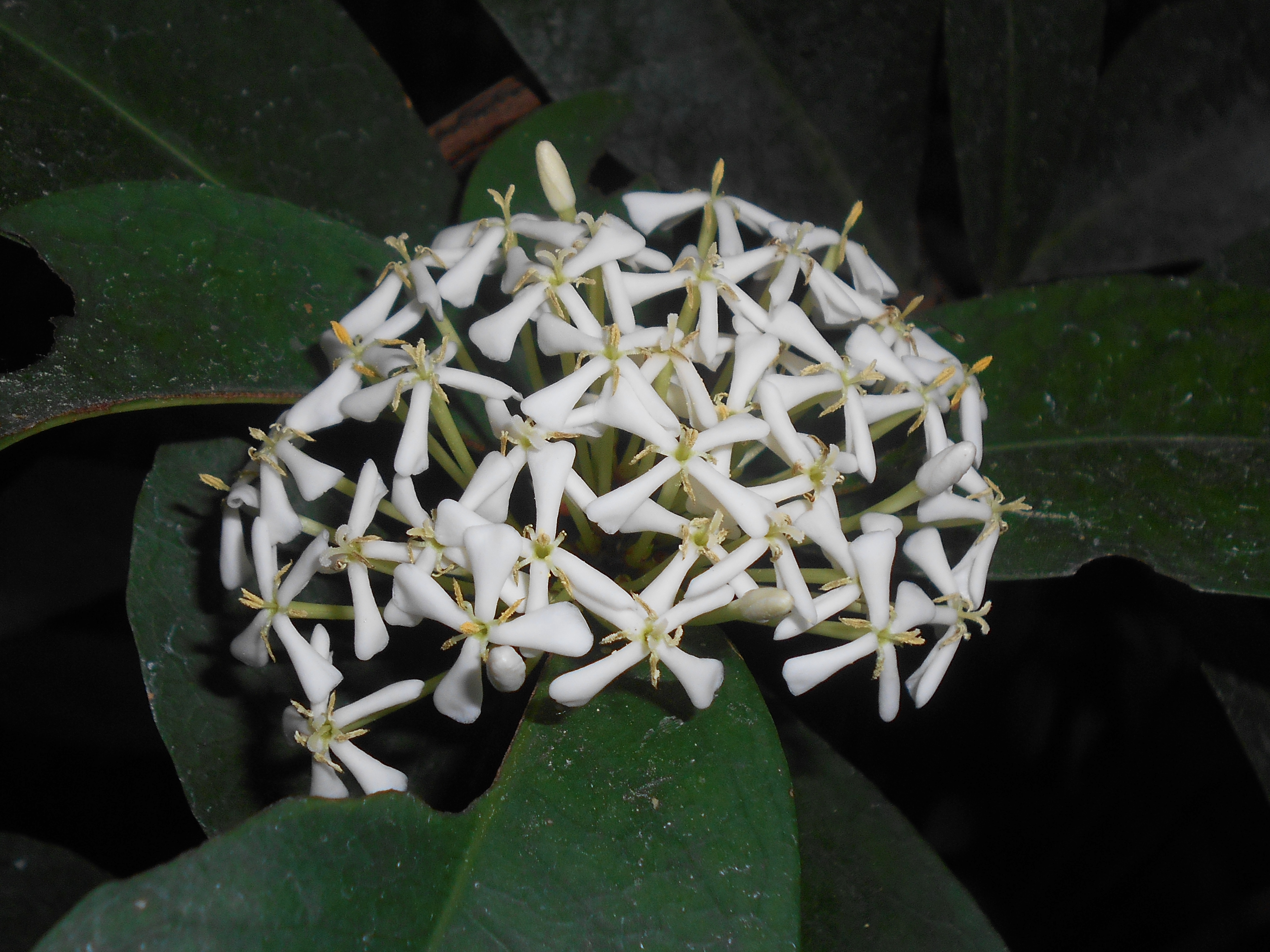
参考1: シロデマリ ex [サンタンカ属] の花。柱頭が2裂している。

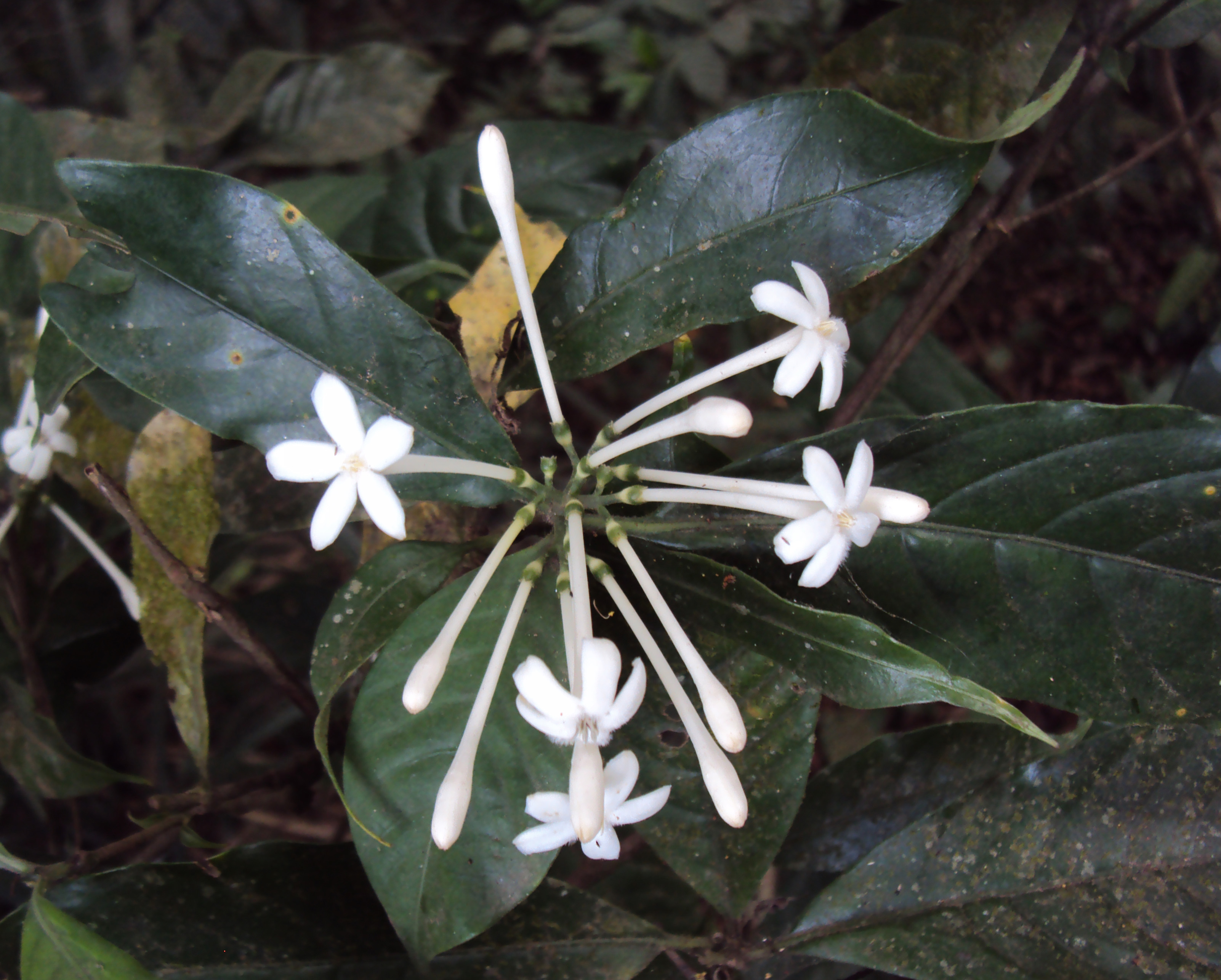
参考2: [ギョクシンカ属] の花。5裂。

同じアカネ科内ではサンタンカ属（Ixora; サンタンカ亜科サンタンカ連）やギョクシンカ属（Tarenna; サンタンカ亜科ギョクシンカ連）と類似する。サンタンカ属とは花柱の形状に大きな違いがあり、サンタンカ属は柱頭が2裂するのに対し、キダチハナカンザシ属にはそのような裂け目がほとんど見られない。またギョクシンカ属は花が5数性であるのに対してキダチハナカンザシ属の花は基本的に4数性であるという差異が存在する。ただし、キダチハナカンザシ属の中にも同一の花序上に4数性の花と5数性の花とが混在した標本の存在が確認されている。また同じギョクシンカ連のRutidea属にも花が4数性のものがあるが、キダチハナカンザシ属の方が種子が深く凹み、胚乳も全縁で、さらに花冠裂片や葯、花柱の膨らみが長いという点で区別することが可能である。

## 分類
キダチハナカンザシ属は今日の植物学名の起点となるリンネの『植物の種』初版 (1753年) でコブハテマリ (Pavetta indica) とともに記載されたと認められる。時にはラマルクやオットー・クンツェなどのようにキダチハナカンザシ属を認めずにサンタンカ属のシノニム扱いした学者もいたものの、キダチハナカンザシ属の新種記載は18世紀以来行われている。
19世紀のド・カンドル、ジョージ・ドン、ヴィルヘルム・ゲルハルト・ヴァルパースといった学者たちはキダチハナカンザシ属の種を分布の違いから3–4のまとまりに分けたことはあったものの、それは分類学的なものではなかった。イギリスのジョセフ・ダルトン・フッカーは萼歯と子房の長さを根拠として2つのまとまりに分類した。オランダ出身のコルネリス・エリザ・ベルトゥス・ブレメカンプは生涯に全世界のキダチハナカンザシ属の新種をいくつも記載し、特に1934年と1939年にはキダチハナカンザシ属全体を3亜属 (Baconia亜属、Dizygoon亜属、Pavetta亜属) に分け、さらにそれらの下にいくつもの節や列を設けた。彼は種を区別する際に托葉、茎の性質（特に緑色であるかコルク状であるかということ）、葉の細菌瘤の配置といった要素を利用していたが、ロウトとデブは托葉については有用性を認めつつ、茎の様子に関しては単に生長段階の違いによるものに過ぎず、また細菌瘤の配置に関しては#葉についてで述べたように同一の個体においてでさえ形状などが様々であることから種を区別するのには役立たないと斬り捨てている。またブレメカンプの区別法には1つか2つの特徴のみを根拠としたものも見られ、萼歯の長さや葉・花冠筒の毛の生え方といった些細な差異による区別も多数行った。しかもブレメカンプは花や果実が揃っていない不完全な標本に基づいて種を設けることさえ臆面なく行っていた。分類の境界が不十分であることから東アフリカ産のものに関しては Bridson (1978) が、南部アフリカ産のものに関しては Kok & Grobbelaar (1984) が見直しを行った際に独立種の大幅な削減が行われた。ブレメカンプによる分類法に対して先述のような批判を行ったロウトとデブは属レベルの区別に関しては細菌瘤、苞、花冠、花柱や柱頭といったものの差異を、種レベルの区別に関しては托葉、花序（腋生か頂生か）、萼、花冠、果実といったものの差異を有用と考えた。
ブレメカンプが設定した属と種との間の分類に対して後の学者たちは、亜属に関しては花と果実の形態や花粉の類型から定義できるとして認めている。一方で、節以下の細かい分類に関しては受容されない傾向がある。まずBaconia亜属に関してはブレメカンプが室ごとの胚珠の数や分枝の仕方、細菌瘤、植物体を覆うものから、7列への細分化を行ったが、1996年にスティーヴン・D・マニング（Stephen D. Manning）が発表した再検討論文によれば、その後さらに標本の採取が進められた結果、ブレメカンプの列分けの根拠となった特徴が同一の列において（酷い時には同一の種において）も一定ではないということが判明したために、列を認めない判断が下された。またPavetta亜属に関してもダイアン・メアリー・ブリッドソンは節以下の区分を排除しているし、ロウトとデブが1999年に発表したインドやその周辺地域産の種（全てPavettaster節）の見直しにおいても、ブレメカンプの設定した列のうち2列で所属する複数の種がそれぞれ1種に削減されたことから、節の下の列や亜列（英: subseries）を認めない措置を取っている。

### 亜属の区別
3亜属の区別は以下の通りである。
- 1.
  - 1a. 開花した花の葯が螺旋状にねじれない; 花柱の先端部がへら形である…… Dizygoon亜属(Wikispecies) (熱帯アフリカ西中央部に4種)
  - 1b. 開花した花の葯は螺旋状にねじれる; 花柱の先端部は細円柱状である…… 2. へ
- 2.
  - 2a. 花冠の喉にひげ状の毛が見られる…… Baconia亜属(Wikispecies) (熱帯アフリカに54種以上)
  - 2b. 花冠の喉は無毛かクモの巣状だが、決してひげ状とはならない…… Pavetta亜属(Wikispecies) (アフリカ、アラビア半島、中国、熱帯アジア、オーストラリア、太平洋地域に270種程度)

### 種の一覧
2022年7月17日現在、キダチハナカンザシ属は330種以上が認められている。詳細はキダチハナカンザシ属の種の一覧を参照されたい。

### シノニム
以下はキダチハナカンザシ属のシノニムの一覧である。

#### Pavate
ミシェル・アダンソンが用いた表記揺れ。

#### Crinita
マールテン・ホッタインが Crinita capensis を新種として記載するためだけに設けられた属。左記の種がブレメカンプにより Pavetta capensis に組み替えられたことでキダチハナカンザシ属のシノニムとなり、彼が P. capensis を含む複数の種を節としてまとめる際にその名を転用した。

#### Baconia
ド・カンドルが Baconia corymbosa の新種記載をもって設けた属。左記の種が1907年に Pavetta corymbosa (DC.) F.N.Williams へと組み替えられたことでキダチハナカンザシ属のシノニムとなり、さらにブレメカンプにより亜属の一つの名に転用された。

#### Verulamia
フランスのジャン・ルイ・マリー・ポワレが上述の Baconia corymbosa を Verulamia corymbosa として発表した際新たに用いた属名。属名はイギリスの哲学者フランシス・ベーコンの異名「ヴェルラムのベーコン卿」 (英: Lord Bacon of Verulam) にちなむ。

#### Exechostylus
カール・モーリッツ・シューマンによるカメルーン産の Exechostylus flaviflorus の新種記載（1899年）の際に設けられた属。1931年に左記の種がジョン・ハッチンソンと John McEwan Dalziel によりキダチハナカンザシ属に組み替えられたことでキダチハナカンザシ属のシノニムとなった。ちなみに左記の種はブレメカンプにより、1877年に新種記載されていた Pavetta brachycalyx Hiern と同一種とされた。